# 이영택 (배구인)
이영택(1977년 9월 18일 ~ )은 대한민국의 전 배구 선수이자, 현재는 GS칼텍스 서울 KIXX의 감독이다.
현역 시절에는 대한항공의 원 클럽 플레이어였으며, 보기 드문 신장 2m대의 장신 미들 블로커였다.
은퇴 후에는 현대건설, 한국인삼공사, 기업은행에서 코치를 맡았고, 한국인삼공사의 감독을 거쳐 2024년부터 GS칼텍스 서울 KIXX의 감독을 맡고 있다.

## 출신학교
- 문일고등학교
- 한양대학교